# Siamspinops liangyuqi
Espèce
Siamspinops liangyuqi est une espèce d'araignées aranéomorphes de la famille des Selenopidae.

## Distribution
Cette espèce est endémique du Sichuan en Chine,. Elle se rencontre dans le xian de Ningnan.

## Description
La femelle holotype mesure 7,56 mm.

## Systématique et taxinomie
Cette espèce a été décrite par Lin et Li en 2024.

## Étymologie
Cette espèce est nommée en l'honneur de Yu-qi Liang.

## Publication originale
- Lin & Li, 2024 : « A new and a new recorded species of Siamspinops Dankittipakul & Corronca, 2009 from China (Araneae: Selenopidae). » Acta Arachnologica Sinica, vol. 33, no 2, p. 120-124.